# Lieu historique national du Commerce-de-la-Fourrure-à-Lachine
 (avril 2024).
Si vous disposez d'ouvrages ou d'articles de référence ou si vous connaissez des sites web de qualité traitant du thème abordé ici, merci de compléter l'article en donnant les références utiles à sa vérifiabilité et en les liant à la section « Notes et références ».
Le lieu historique national du Commerce-de-la-Fourrure-à-Lachine est un centre d'interprétation de propriété fédérale qui fait revivre l’épopée montréalaise de la fourrure à l'extrémité ouest du canal de Lachine. Il est situé au 1255, boulevard Saint-Joseph (arrondissement de Lachine), sur l'île de Montréal.

## Histoire
Situé à l’ouest de l’île de Montréal, en bordure du lac Saint-Louis, le lieu historique national du Commerce-de-la-Fourrure-à-Lachine témoigne de l’apogée de l’industrie du commerce de la fourrure dans la région montréalaise au XVIIIe et au début du  XIXe siècle. 
Le vieux hangar en pierre qui abrite le musée a été construit en 1803 par Alexander Gordon, de la Compagnie du Nord-Ouest. On y entreposait la fourrure et les biens pour la traite. En 1833, le hangar est devenu la propriété de la Compagnie de la Baie d'Hudson après que les deux compagnies aient fusionné. 
En 1977, Parcs Canada se porte acquéreur de l’entrepôt de Lachine et d’un terrain des Sœurs de Sainte-Anne. Dès lors, des travaux de recherche sur la valeur historique du bâtiment ont été entrepris. Malheureusement, en 1979, l’édifice a été la proie des flammes, mais sa restauration a été complétée l’année suivante. Puis en mars 1982, on approuvait le concept d’interprétation dans lequel sont précisés les thèmes et les objectifs du lieu. Le site est officiellement inauguré à l’été 1985.

## Visite
Le centre d'interprétation présente une exposition interactive que les visiteurs peuvent regarder seuls. Des guides sont en outre disponibles pour animer les diverses clientèles. Divers objets sont utilisés pour rendre concrète l'expérience (peaux, avirons, paquets, couvertures...)
On y apprend, entre autres que : 
- Le hangar de Lachine n'était pas un poste de traite mais un entrepôt d'où partaient des voyageurs.
- Les voyageurs, des Canadiens français, se rendaient en canot jusqu'à Fort William (aujourd'hui Thunder Bay) en passant par la rivière des Outaouais, la rivière Mattawa et la baie Georgienne, du mois de mai jusqu'à octobre.
- Le voyage prenait, pour les plus rapides, dix-huit journées de 16 à 18 heures de canotage et portage.
- Un paquet contenant diverses marchandises (tête de hache, couvertures...) pesait environ 40 kilos.

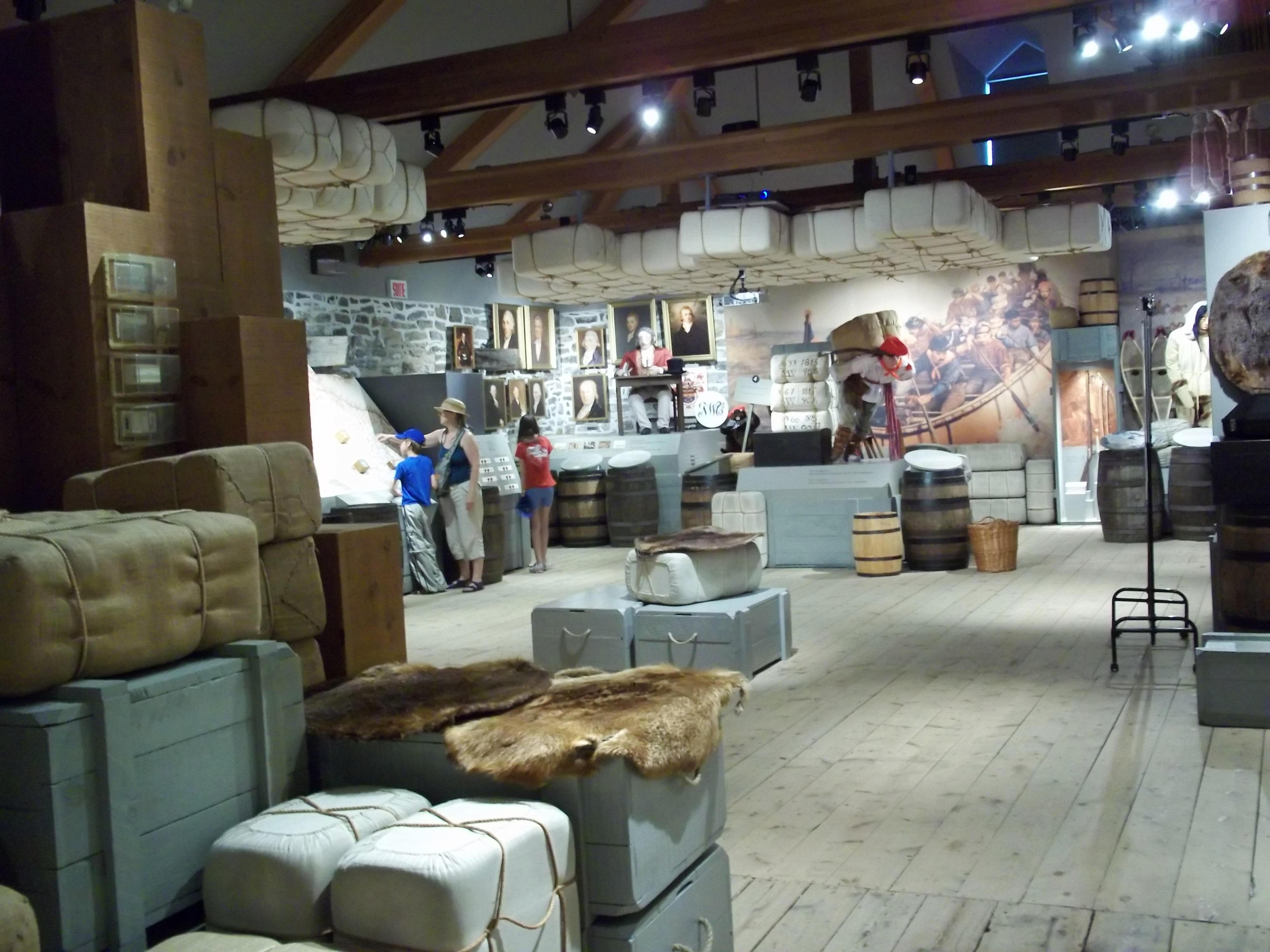
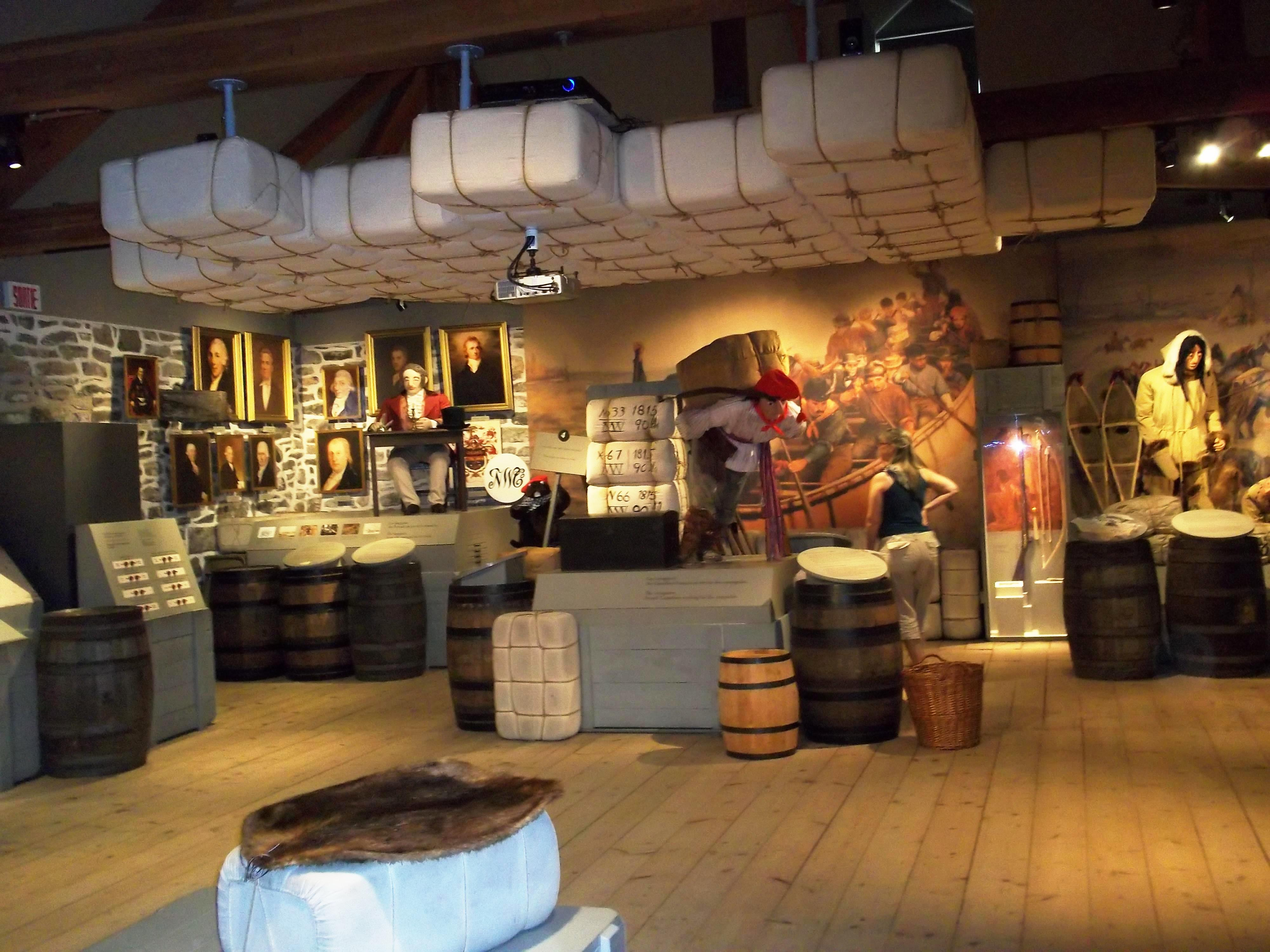
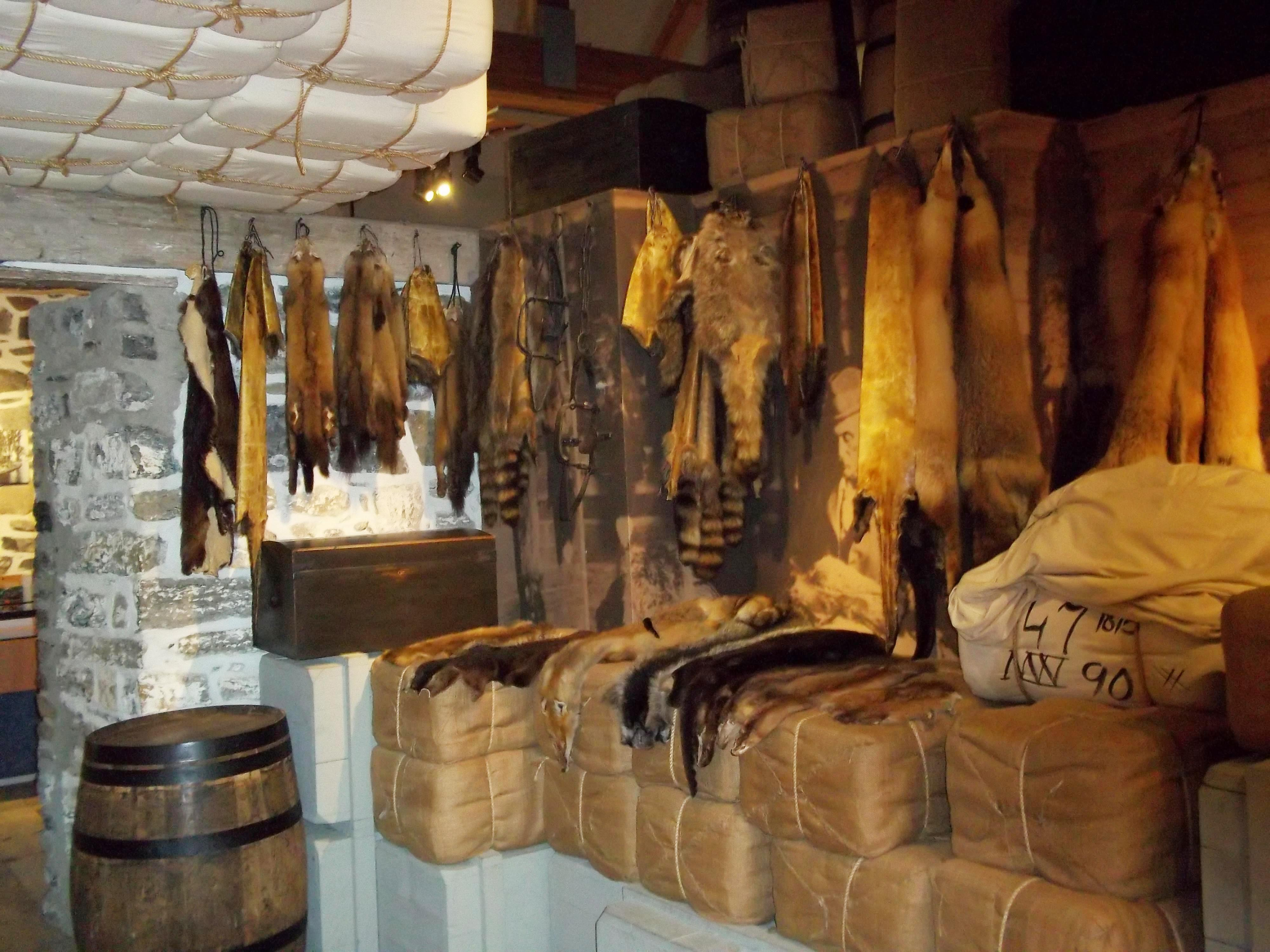